# بلوز آکسفورد
بلوز آکسفورد (به انگلیسی: Oxford Blues) فیلمی محصول سال ۱۹۸۴ و به کارگردانی رابرت بوریس است. در این فیلم بازیگرانی همچون راب لو، الی شیدی، آماندا پیز، جولیان سندز، جولیان فیرت، آلن هاوارد، گیل استریکلند، مایکل گاف، اوبری موریس، آنتونی کاف، کری الویس، بروس پین، ریچارد هانت، چاد لو و پیپ تورنس ایفای نقش کرده‌اند.